# Agara epimachia
Agara epimachia is een vlinder uit de familie van de dikkopjes (Hesperiidae). Deze soort is voor het eerst wetenschappelijk beschreven als Myscelus epimachia door Herrich-Schäffer in een publicatie uit 1869.
De soort komt voor in Zuid-Amerika, waaronder Colombia, Venezuela, Frans-Guyana, Brazilië, Ecuador, Peru, Bolivia, Paraguay en Argentinië.